# Anthonie Verstraelen

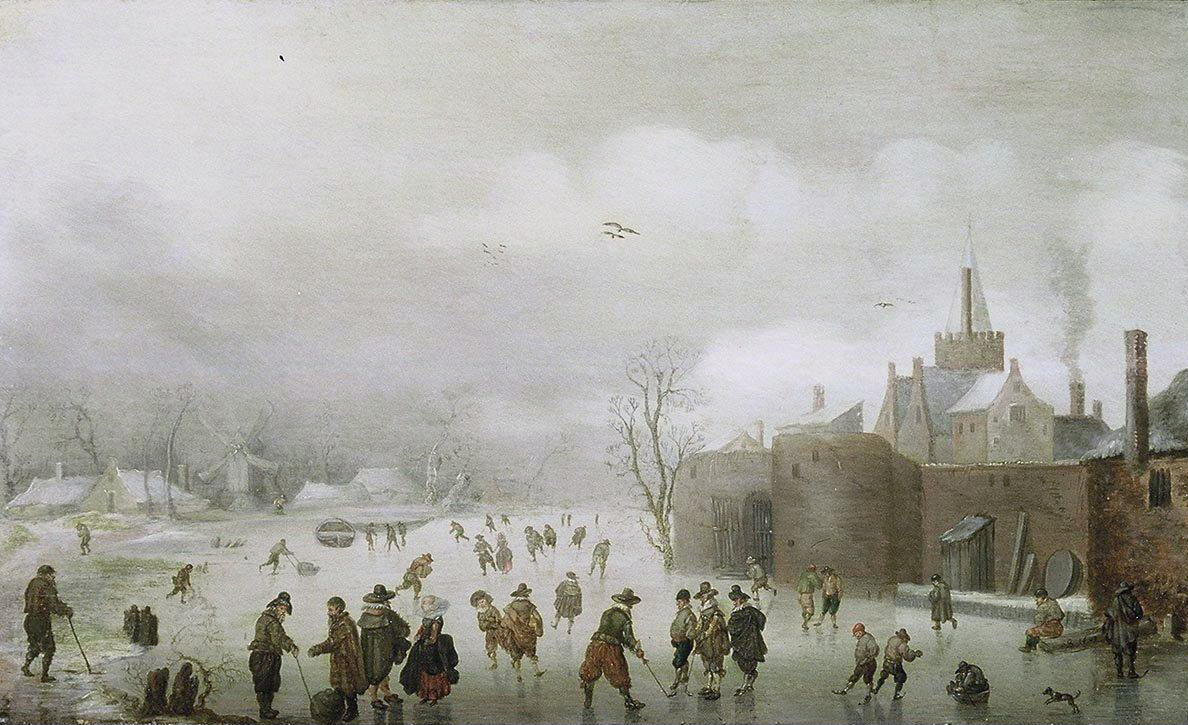
Zimowy pejzaż, ok. 1623

Anthonie Verstraelen także Antonie van Stralen (ur. ok. 1593 w Gorinchem, zm. 1641 w Amsterdamie) – holenderski malarz barokowy.
Mało poznany artysta wzmiankowany od 1628 w Amsterdamie. Malował przede wszystkim zimowe pejzaże przedstawiające łyżwiarzy na zamarzniętych kanałach. Jego nastrojowe prace odznaczają się niską linią horyzontu, prawie monochromatyczną kolorystyką i perspektywicznym ujęciem dalszych planów. Prawdopodobnie inspirował się pracami Hendricka Avercampa i Arenta Arentsza, których mógł znać osobiście. Swoje obrazy sygnował monogramem AVS.
W zbiorach Muzeum Narodowego w Warszawie znajduje się obraz przypisywany Verstraelenowi zatytułowany Łyżwiarze na kanale.